# حیوان (فیلم ۲۰۰۱)
حیوان (انگلیسی: The Animal) فیلمی در ژانر علمی–تخیلی و کمدی به کارگردانی لوک گرینفیلد است که در سال ۲۰۰۱ منتشر شد. 

## بازیگران
- راب اشنایدر
- اد اسنر
- لوئیس لومباردی
- گای توری
- اسکات ویلسون
- آدام سندلر
- کولن هسکل